# Hệ động vật Mauritius

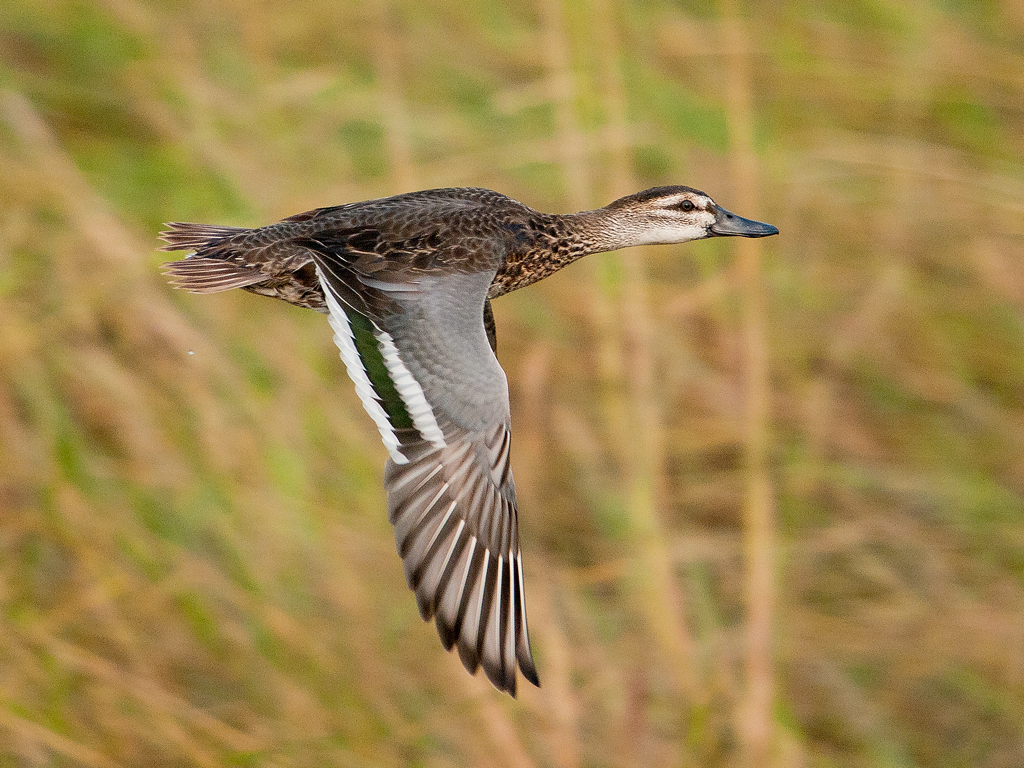
Loài vịt Anas querquedula ở quốc đảo Mauritius

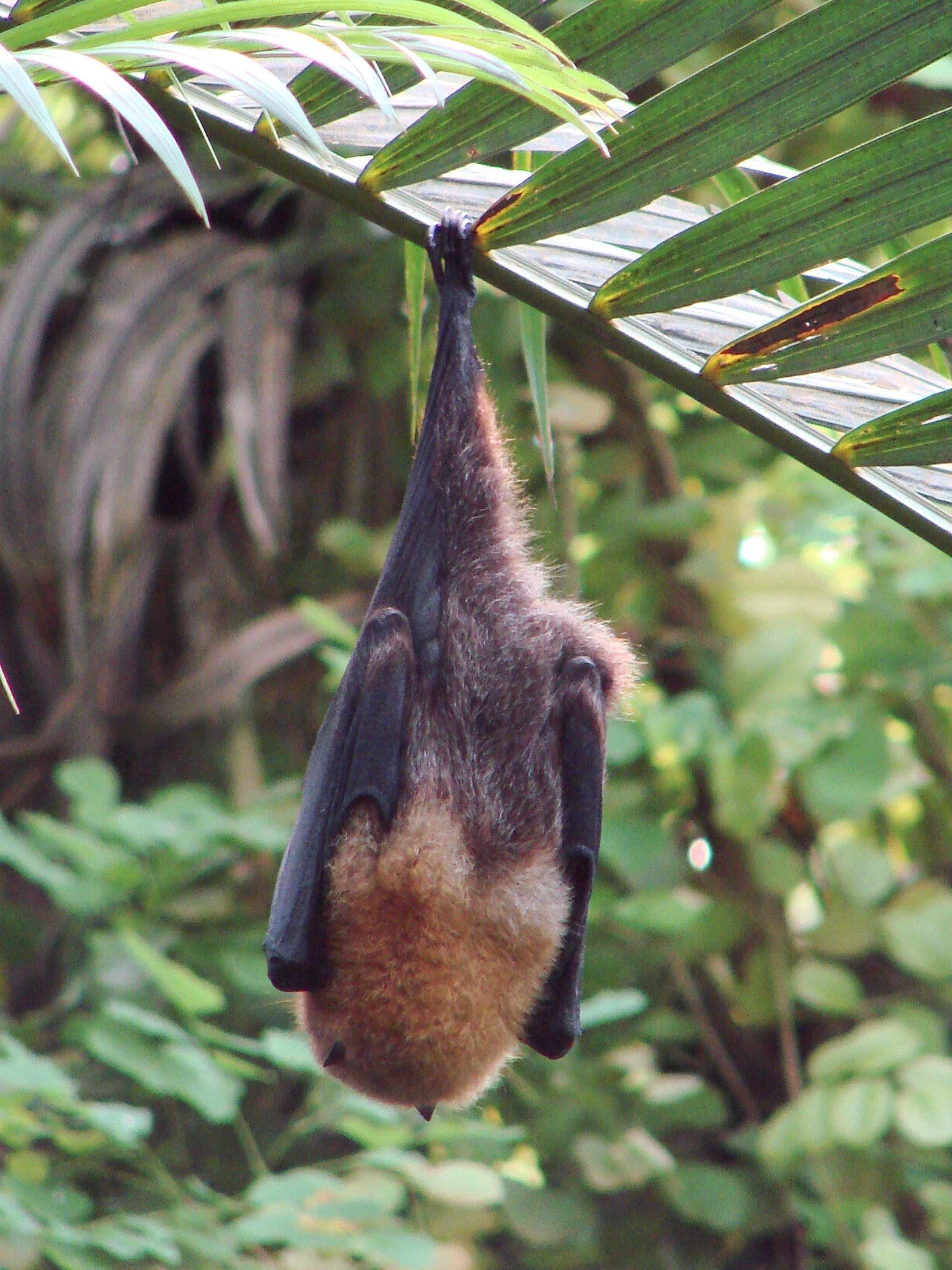
Dơi ăn quả Pteropus rodricensis, loài thú đặc hữu ở quốc đảo này

Hệ động vật Mauritius là tổng thể các quần thể động vật, quần xã động vật trên quần đảo Mauritius (ở châu Phi) kết cấu thành hệ động vật của quốc đảo này. Quốc đảo Mauritius nằm ở tây nam Ấn Độ Dương, là nơi trú ngụ của nhiều loài động vật quý hiếm có nguy cơ tuyệt chủng. Mặc dù vậy, việc mất môi trường sống và sự du nhập của các loài xâm lấn đã đe dọa hệ động vật nơi đây.

## Một số loài

### Thú
Các loài thú trên quốc đảo này chỉ bao gồm hai loài dơi. Trong đó có Dơi ăn quả. Dơi là loài động vật có vú duy nhất được coi là loài bản địa ở Maritius. Các loài động vật có vú khác như chuột, mèo, khỉ, hươu, lợn và cầy tìm thấy ở đây đều từ nơi khác đến. Việc quản lý các loài nhập cư này là thử thách lớn đối với công tác bảo tồn thiên nhiên trên quốc đảo, bởi chúng thường xuyên kiếm ăn và cạnh tranh sinh tồn với các loài bản địa.

### Chim
Các loài chim đặc hữu, quý hiếm của quốc đảo này có thể kể đến là:
- Chim vành khuyên lưng màu xanh ôliu mắt trắng (Zosterops chloronothos) là loài chim hiếm nhất Mauritius. Ước tính có khoảng 300 cá thể đang sinh sống. Chúng ăn mật hoa, quả nhỏ và côn trùng.
- Vẹt Psittacula eques hiện đang sinh sống tại Vườn quốc gia Black River Gorges, Mauritius. Cách đây vài thập kỷ, loài vẹt này chỉ còn sót lại 10 cá thể. Nhờ nỗ lực của các nhà bảo tồn thiên nhiên, số lượng cá thể nay đã lên tới hơn 500.
- Nhạn biển (Anous stolidus) tại khu bảo tồn thiên nhiên trên đảo Ile aux Coco gần đảo Rodrigues. Các đảo nhỏ quanh đảo Mauritius và Rodrigues là nơi sinh sống của nhạn biển và nhiều loài chim biển

### Bò sát

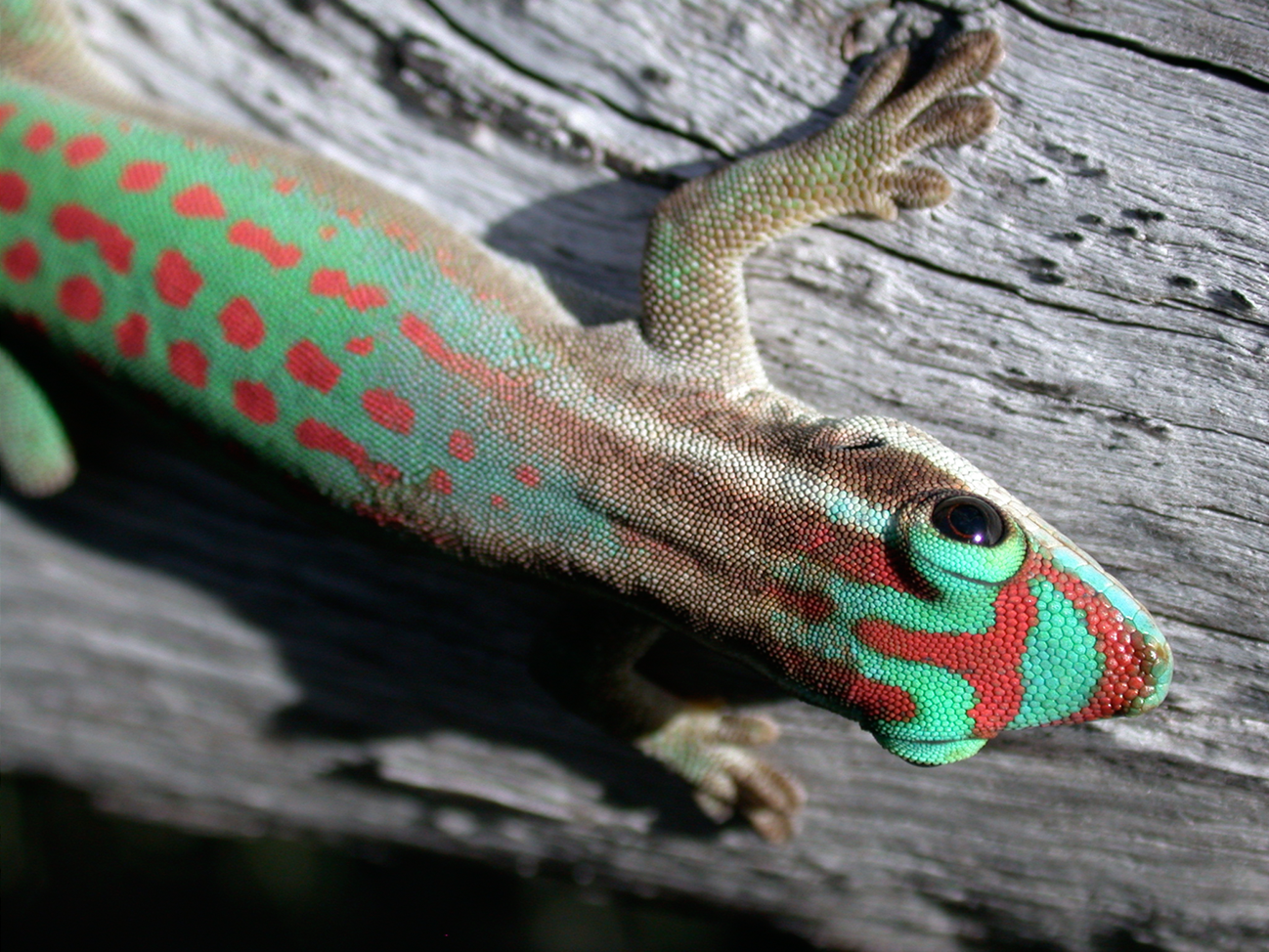
Một con thằn lằn Phelsuma ornata

Người dân quốc đảo gọi hầu hết các loài tắc kè ở đây bằng một tên chung là "thằn lằn xanh". Tuy nhiên, thực tế có ít nhất năm loại tắc kè đặc hữu ở quốc đảo này và mỗi loài đều có hình dáng và màu sắc riêng biệt. Trong đó Tắc kè Ornate (Phelsuma ornata) là loài tắc kè nhỏ, màu sắc sặc sỡ, kiếm ăn vào ban ngày. Chúng ẩn náu trên cây vacoas (Pandanus vandermeeschii) và có nguy cơ tuyệt chủng.
Tắc kè ăn đêm Durrell là loài tắc kè đặc hữu ở khu bảo tồn thiên nhiên đảo Round, phía bắc đảo Mauritius. Nó được đặt theo tên nhà bảo tồn thiên nhiên nổi tiếng Gerald Durrell làm việc ở Mauritius từ cuối những năm 1970. Dù chưa được chính thức công nhận bởi Liên minh Bảo tồn Thiên nhiên Quốc tế (IUCN) nó vẫn được xem là loài có nguy cơ tuyệt chủng cao bởi số lượng còn lại rất ít.
Thằn lằn bóng Salazar Telfair cũng là loài đặc trưng, loài thằn lằn bóng này chỉ có ở các đảo xung quanh Mauritius. Vào những năm 1980, có khoảng 5.000 cá thể loài này còn tồn tại và tập trung trên đảo Round, phía bắc Mauritius. Các nhà bảo tồn thiên nhiên đã nỗ lực phục hồi và đưa loài này sang các đảo khác. Nhờ vậy, dân số loài này hiện đã lên đến 50.000 cá thể.
Rùa bức xạ (Astrochelys radiata) có nguồn gốc từ Madagascar, loài rùa này được đưa đến đảo Round để thay thế loài rùa bản địa đã tuyệt chủng ở Mauritius. Nhiều loài khác có nguy cơ tuyệt chủng ở Madagascar cũng được đưa đến đảo này. Chúng hay tìm chỗ ẩn náu bên dưới một vách đá khi đêm xuống.
Rùa Aldabra cũng sống trên quốc đảo này. Vào cuối thể kỷ 19, Charles Darwin và những người cộng sự của ông đã đưa loài rùa này từ quốc đảo Seychelles đến đây nhằm cứu chúng khỏi nguy cơ tuyệt chủng. Khi đến Mauritius, chúng được đưa đến đảo Round nhằm thay thế vị trí của loài rùa bản địa đã tuyệt chủng.

### Giáp xác
Loài cua đất được tìm thấy trên đảo Mauritius, Rodrigues và một số đảo nhỏ khác ở xung quanh. Bên cạnh các loài động thực vật trên cạn như động vật có vú, chim, bò sát và cây cối, các nhà bảo tồn thiên nhiên cũng chú trọng đến việc khôi phục sự đa dạng sinh học biển.